# Edward Bulwer (General)
Sir Edward Earle Gascoyne Bulwer, GCB (* 22. Dezember 1829 in Heydon, Norfolk; † 8. Dezember 1910 in London) war ein britischer Offizier der British Army, der zuletzt als General zwischen 1889 und 1894 Vizegouverneur und Oberkommandierender von Guernsey war.

## Leben
Edward Earle Gascoyne Bulwer war ein Sohn von William Earle Lytton Bulwer und dessen Ehefrau Emily Gascoyne. Sein Großvater väterlicherseits war General William Earle Bulwer, während sein Großvater mütterlicherseits General Isaac Gascoyne war, der auch dem Unterhaus (House of Commons) als Abgeordneter angehörte. Ein jüngerer Bruder war Sir Henry Ernest Gascoyne Bulwer, der während des Zulukrieges 1879 Vizegouverneur der Kolonie Natal und zuletzt zwischen 1886 und 1892 Hochkommissar von Zypern war. Er war ferner ein Neffe von Henry Bulwer, der als Vertreter der Liberal Party Mitglied des House of Commons war und 1871 als 1. Baron Dalling and Bulwer of Dalling, in the County of Norfolk, in den erblichen Adelsstand erhoben wurde, und von Edward Bulwer-Lytton, 1. Baron Lytton, dem Autor des 1834 erschienenen Romans Die letzten Tage von Pompeji, den beiden jüngeren Brüdern seines Vaters.
Nach dem Schulbesuch begann Bulwer am 15. Mai 1848 ein Studium am Trinity College der University of Cambridge und trat im Oktober 1849 in das Füsilierregiment 23rd Regiment of Foot ein, die sogenannten Royal Welch Fusiliers. Er nahm zwischen 1853 und 1856 am Krimkrieg teil wie zum Beispiel an der Schlacht an der Alma (20. September 1854). Danach wurde er nach Indien versetzt, wo er während des indischen Aufstandes von 1857 an der Belagerung von Lucknow (30. Mai bis 27. November 1857) teilnahm. 1859 wurde er zum Oberstleutnant (Lieutenant-Colonel) befördert und für seine Verdienste auch Companion des Order of the Bath (CB). In den folgenden Jahren war er als Offizier im Stab der British Army sowie zwischen 1865 und 1870 Inspektor der Reservestreitkräfte in Schottland, ehe er nach einer weiteren Verwendung in Schottland als Assistierender Generaladjutant für Rekrutierungen (Assistant Adjutant-General for Recruiting) von 1873 bis 1879 Assistierender Generaladjutant für die Hilfstruppen (Assistant Adjutant-General for Auxiliary Forces) im Hauptquartier der British Army war.
Im März 1879 wurde Edward Bulwer als Generalmajor (Major-General) Kommandeur (General Officer Commanding) des Militärbezirks Chatham und Themse und bekleidete diese Funktion bis Januar 1880. Anschließend löste er im Januar 1880 Generalmajor Edmund Whitmore als Generalinspektor für das Rekrutierungswesen (Inspector-General of Recruiting) ab. Diesen Posten hatte er bis 2. Januar 1880 inne, woraufhin Generalmajor Robert Biddulph seine Nachfolge antrat. Am 21. April 1886 wurde er zum Knight Commander des Order of the Bath (KCB) geschlagen und führt fortan den Namenszusatz „Sir“. Daraufhin fungierte er zwischen August 1886 und April 1887 als Stellvertretender Generaladjutant des Heeres (Deputy Adjutant-General) und war damit neben dem Adjutant-General to the Forces mitverantwortlich für die Entwicklung der Personalpolitik des Heeres und die Unterstützung seiner Angehörigen.
Im März 1889 löste Sir Edward Bulwer Generalleutnant John Henry Ford Elkington als Vizegouverneur und Oberkommandierender von Guernsey (Lieutenant Governor and Commander of the Troops in Guernsey) ab. Er bekleidete diese Posten bis März 1894 und wurde danach von General Nathaniel Stevenson abgelöst. 1893 erfolgte seine Beförderung zum General. Er war etliche Jahre Mitglied der Verwaltungskommission der Duke of York’s Royal Military School sowie zwischen 1898 und seinem Tode 1910 Regimentsoberst der Royal Welch Fusiliers. Am 30. Juni 1905 wurde er zum Knight Grand Cross des Order of the Bath (GCB) erhoben.